# 2년

## 연호
- 전한(前漢) 원시(元始) 2년

## 기년
- 전한(前漢) 평제(平帝) 2년
- 신라(新羅) 혁거세 거서간(赫居世居西干) 59년
- 고구려(高句麗) 유리명왕(瑠璃明王) 21년
- 백제(百濟) 온조왕(溫祚王) 20년

## 사건

### 장소별

#### 아시아
- 중국에서 최초의 인구 조사가 실시되었으며 당시 중국의 전체 인구는 59,594,978명으로 집계되었다.

## 자연
- 음력 9월 그믐 무신에 일식이 있었다.[1]

## 사망
- 8월 20일: 루시우스 카이사르, 아그리파와 율리아 아우구스투스의 아들

## 참고 문헌
- 김부식 (1145). 〈권제1 혁거세 거서간 條〉. 《삼국사기》.